# Alarich II.
Alarich II. (esp. Alarico, lat. Alaricus) (457 – srpen 507 Vouillé) byl od roku 484 až do své smrti vizigótským králem. Byl synem krále Euricha.
Byl ariánského vyznání, ale katolíky toleroval. Vizigótské říši vládl od roku 484. Roku 506 nechal sestavit Alarichův breviář (Breviarium Alaricianum), což byla sbírka římských práv a zákonů. Snažil se dodržovat smlouvu s Franky, kterou uzavřel jeho otec, nicméně franský král Chlodvík I. chtěl získat gótská území na jihu Galie, a tak si našel záminku k válce v Alarichově ariánství. Pomoc od Theodoricha Velikého byla neúčinná. V roce 507 se Frankové pod vedením Chlodvíka a Gotóvé pod vedením Alaricha střetli v bitvě u Vouillé. Gótové byli poraženi a král Alarich II. byl v bitvě zabit, údajně samotným Chlodvíkem.